# Jesús Navas
Jesús Navas González (* 21. November 1985 in Los Palacios y Villafranca, Provinz Sevilla) ist ein ehemaliger spanischer Fußballspieler. Von 2000 bis 2013 stand er beim FC Sevilla unter Vertrag, wohin er 2017 nach einer Station bei Manchester City zurückkehrte. Er ist Rekordspieler von Sevilla und gewann mit dem Verein vier Mal die UEFA Europa League, teils noch unter dem vorherigen Namen UEFA-Pokal. Mit Manchester City gewann er die Premier League 2013/14. Mit der spanischen Nationalmannschaft wurde der Außenbahnspieler 2010 Welt- sowie 2012 und 2024 Europameister.

## Vereine
Im Jahr 2000 kam Navas zur Jugendabteilung des FC Sevilla. Sein erstes Spiel für das Profiteam absolvierte er am 23. November 2003 als 18-Jähriger gegen Espanyol Barcelona und stieg schnell zum Stammspieler auf. Mit Sevilla triumphierte er 2006 und 2007 im UEFA-Pokal sowie 2007 und 2010 im spanischen Pokal.
Zur Saison 2013/14 wechselte Navas in die Premier League zu Manchester City. Nach der Saison 2016/17 verließ er ablösefrei den Verein, da sein bis Ende Juni 2017 datierter Vertrag nicht verlängert wurde. Er wechselte zurück zu seinem Heimatverein FC Sevilla, mit dem er 2020 sowie 2023 als Kapitän die UEFA Europa League gewann.
Er ist mit über 650 Einsätzen (Stand Dezember 2023) mit großem Abstand Rekordspieler des FC Sevilla.

## Nationalmannschaft
Im Jahr 2004 wurde Navas erstmals in der spanischen U-21-Auswahl eingesetzt. Aufgrund chronischen Heimwehs, das ihn mehrfach zum Verlassen von Trainingslagern und Spielen im Ausland zwang, musste er seine Länderspielkarriere unterbrechen.
Erst am 14. November 2009 gab er sein Debüt in der spanischen Nationalmannschaft beim 2:1 gegen Argentinien. Er wurde in der 81. Minute für Andrés Iniesta eingewechselt. Vier Tage später spielte er die zweite Halbzeit beim 5:1-Sieg über Österreich.
Im Mai 2010 wurde Navas von Vicente del Bosque trotz starker Konkurrenz für die WM 2010 nominiert. Beim WM-Vorbereitungsspiel gegen Südkorea am 3. Juni erzielte Navas sein erstes Länderspieltor zum 1:0-Sieg Spaniens. Bei der WM kam er in drei Spielen, einschließlich im Finale gegen die Niederlande, als Einwechselspieler zum Einsatz und gewann mit Spanien den Weltmeistertitel.
Bei der WM in Südafrika leitete Navas durch ein Solo am rechten Spielfeldrand das entscheidende Tor im Finale durch Andres Iniesta ein.
Im letzten Gruppenspiel bei der EM 2012 wurde er in der 64. Spielminute für Spielmacher David Silva im rechten offensiven Mittelfeld eingewechselt. Nach Zuspiel von Iniesta traf er zum 1:0-Endstand gegen Kroatien und sicherte damit den spanischen Gruppensieg.

## Spielweise
Navas spielt in der Regel auf dem rechten Außenflügel, zu seinen Stärken gehören seine Antrittsschnelligkeit sowie seine Dribblings.

## Titel

### Nationalmannschaft
- Weltmeister: 2010
- Europameister (2): 2012, 2024
- UEFA-Nations-League-Sieger: 2023

### Verein
International
- UEFA-Cup-/Europa-League-Sieger (4): 2006, 2007, 2020, 2023 (alle FC Sevilla)
- UEFA-Super-Cup-Sieger: 2006 (FC Sevilla)

Spanien
- Pokalsieger (2): 2007, 2010 (beide FC Sevilla)
- Supercupsieger: 2007 (FC Sevilla)

England
- Meister: 2014 (Manchester City)
- Ligapokalsieger (2): 2014, 2016 (beide Manchester City)

## Sonstiges
Navas litt jahrelang an chronischem Heimweh, weshalb er Sevilla bis zum Jahr 2013 nie verließ. Nach einem vierjährigen Intermezzo in Manchester kehrte er 2017 wieder zu seinem Heimatverein zurück.
Er gehört der Minderheit der Gitanos (Roma) an.